# Takeshi Nishimoto
Takeshi Nishimoto (* 1970 in der Präfektur Fukuoka) ist ein japanischer Musiker.

## Leben
Nishimoto wurde als Kind eines Biotechnologen geboren und wuchs in New York City auf. Dort nahm er einige Jahre lang Klavierunterricht. Nach der Rückkehr der Familie ins japanische Fukuoka begann Nishimoto im Alter von 13 Jahren mit dem Spielen der E-Gitarre. Später trat er als Bassist einer Punkband bei, mit welcher er auch live auftrat.
Nach Abschluss der Schule zog Nishimoto nach Los Angeles, wo er sich nach einer Phase der Orientierungslosigkeit 1994 für ein Musikstudium an der University of Southern California (USC) bewarb und überraschend ein Stipendium erhielt. Während seines Studiums lernte er unter anderem bei James F. Smith, Scott Tennant, Bill Kanegizer und Brian Head. Später arbeitete er als professioneller Session-Musiker. Gemeinsam mit Joe Diorio, David Oaks und Phil Upchurch sammelte er erste Erfahrungen im Jazz-Bereich.
1998 lernte Nishimoto den Musiker John Tejada kennen und gründete mit ihm das Projekt I’m Not a Gun. 2003 erschien das erste Album des Projekt Everything At Once auf dem Berliner Label City Centre Offices (CCO). Nach zwei weiteren Alben auf CCO folgte 2007 Nishimotos Solo-Debüt Monologue auf dem CCO-Sublabel Büro. Das Album enthielt improvisierte Gitarrenstücke, die Nishimoto allein mit einer Gitarre an einem Tag in einer Kirche aufnahm.
2008 und 2010 folgten neue Alben als I’m Not a Gun.
Nishimoto lebt nach längeren Aufenthalten in den Vereinigten Staaten und Japan heute in Berlin.

## Diskografie (Auswahl)
Solo
- 2007: Monologue (Büro)
- 2013: Lavandula

Mit I’m Not a Gun
- 2003: Everything At Once (City Centre Offices)
- 2004: Our Lives On Wednesdays (City Centre Offices)
- 2006: We Think As Instruments (City Centre Offices)
- 2008: Mirror (Palette Recordings)
- 2010: Solace (City Centre Offices)
- 2013: Sub-Tones EP (Palette Recordings)